# Hadia Decharrière
Œuvres principales
Grande Section (2017), Arabe (2019), Formol (2023)
Hadia Decharrière, née en 1979 au Koweït, est une autrice et romancière française.

## Biographie
Née de parents syriens, Hadia Hamzawi grandit entre Cannes, Damas et la ville de San Diego en Californie. En pleine Guerre froide, la famille quitte la Syrie pour s'installer un temps aux États-Unis. Elle est âgée de six ans lorsque son père décède prématurément,. 
Hadia Hamzawi est titulaire d'un diplôme d’État de docteure en chirurgie dentaire. Depuis 2005, elle est également titulaire d'une licence en psychologie de l'Université Paris-Descartes. Elle est la sœur de l'humoriste Nora Hamzawi et du scénariste et réalisateur Amro Hamzawi. Elle vit et travaille à Paris.

## Carrière littéraire
En 2017, Hadia Decharrière publie son premier roman Grande Section, dans lequel l'auteure se replonge dans ses propres souvenirs d’enfance afin de faire revivre son père, sur fond de pop culture des années 1980,. C'est en conduisant sa fille à l'école, que l'auteure choisit de faire de ses souvenirs d'enfance l'inspiration première de cet ouvrage, un parcours initiatique entre la Syrie et l'Amérique,.
En 2019, l'autrice publie son second roman intitulé Arabe. Un matin, Maya jeune costumière française se réveille en sachant parfaitement parler l'arabe, langue qui lui était étrangère la veille,. Le temps d'une journée, la jeune femme questionne son rapport à son identité, aux différentes cultures, à la peur de l'autre ou au contraire à la fascination face à un monde nouveau, promesse d'un tout autre futur,. Le roman est sélectionné la même année pour le prix Renaudot.